# Первомаевский сельский совет
Первомаевский сельский совет (укр. Первомаївська сільська рада) — входит в состав
Верхнерогачикского района
Херсонской области
Украины.
Административный центр сельского совета находится в селе Первомаевка.

## История
- 1953 — дата образования.

## Населённые пункты совета
- с. Первомаевка
- с. Таврийское